# Matthias Rauh
Matthias Rauh (* 5. Januar 1981 in Singen) ist ein ehemaliger deutscher Handballspieler.

## Sportliche Laufbahn
Rauh begann das Handballspielen beim TV Ehingen und gelangte über die HSG Singen-Gottmadingen zur HSG Konstanz. Mit Konstanz stieg der rechte Flügelspieler 2001 in die 2. Bundesliga auf. In der Saison 2002/03 besaß der 1,80 m große und 85 kg schwere Linkshänder ein Zweitspielrecht für den Bundesligisten SG Willstätt/Schutterwald, bei dem er gelegentlich zum Einsatz kam.
Nachdem Konstanz 2004 aus der 2. Liga abgestiegen war, wechselte Rauh zum HSV Hamburg, wo er in seiner ersten Saison 2004/05 gleich neuntbester Bundesliga-Torschütze mit 194 Toren wurde und den DHB-Supercup gewann. 2005 wechselte er zum Schweizer Verein Kadetten Schaffhausen, für den er bis 2010 spielte und seine größten Erfolge feierte.
Rauh war mit den jeweiligen Mannschaften deutscher Supercupsieger im Jahr 2004, Schweizer Supercupsieger 2005, 2006, 2007 und 2008, Schweizer Meister 2006, 2007 und 2010 sowie Schweizer Cupsieger 2007 und 2008. Außerdem war er Dritter bei der Militärweltmeisterschaft.